# Schloss Vlašim

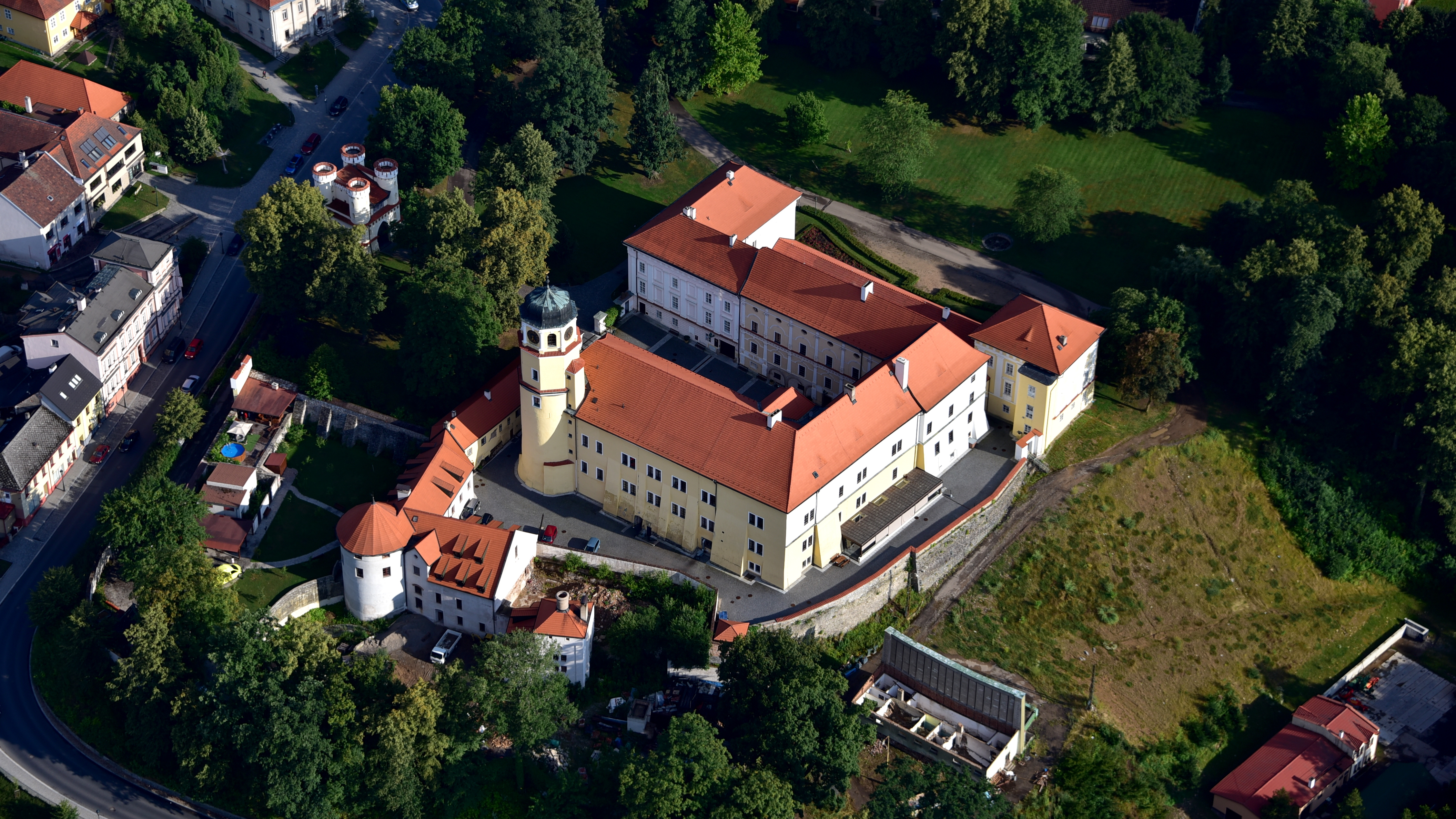
Schloss Vlašim, Luftaufnahme (2018)

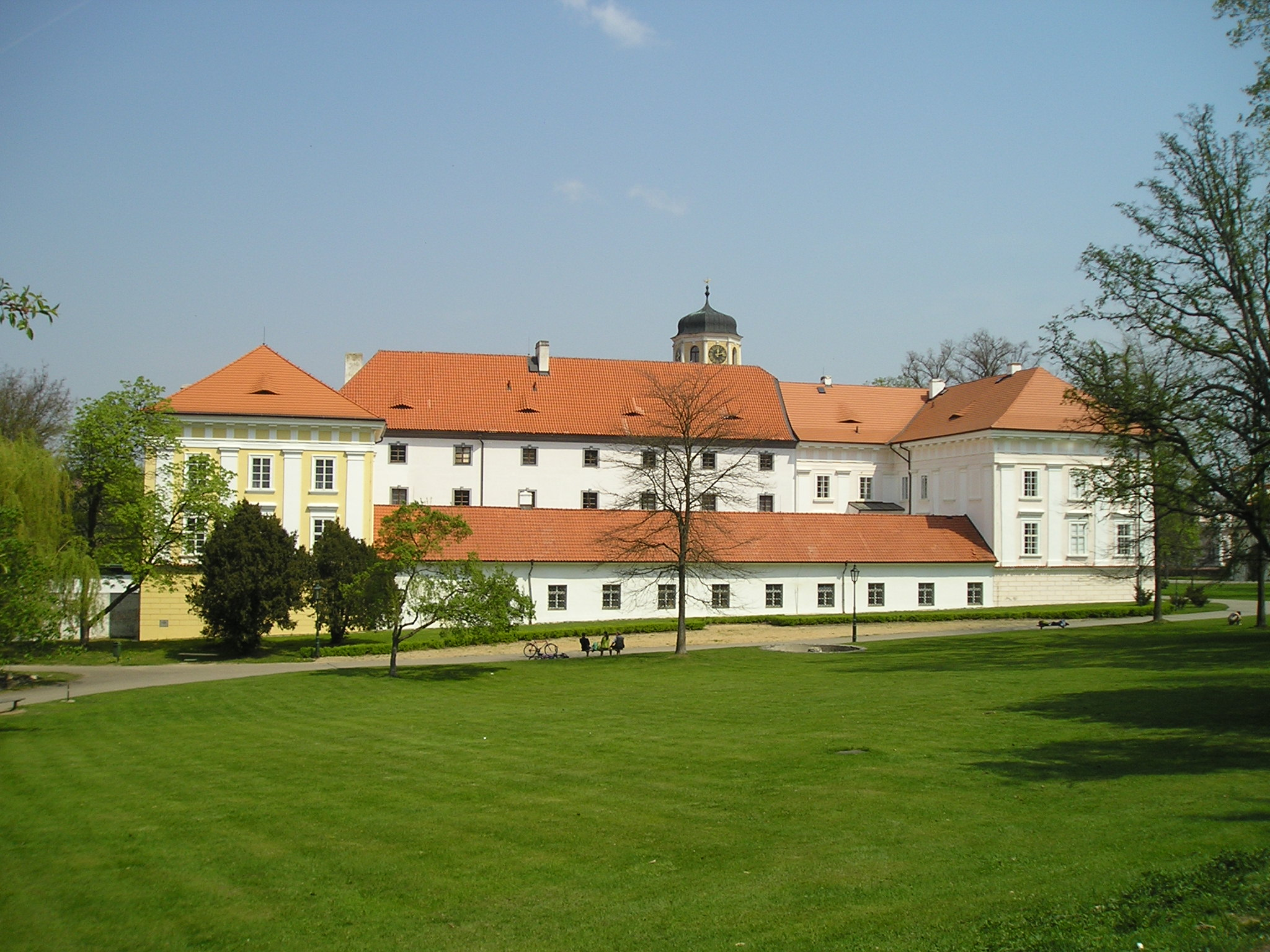
Schloss Vlašim

Schloss Vlašim (deutsch: Wlaschim) liegt in der gleichnamigen Stadt und Gemeinde, die in der Hügellandschaft Böhmisch-Mährische Höhe liegt. Es war Sitz des Adelsgeschlechts Vlašim.

## Schloss
Das Schloss Vlašim entstand an der Stelle einer 1303 errichteten gotischen Burg, die um 1600 zunächst durch ein Renaissanceschloss ersetzt wurde. Im 19. Jahrhundert wurde es durch die Fürsten von Auersperg, in deren Besitz das Schloss bis 1945 blieb, zur heutigen Gestalt verändert. Heute befindet sich im Schloss das Museum der Region Blaník, das auch eine Ausstellung zur Geschichte von Schloss und Park umfasst. Weiterhin wird im Schloss ein Museum über den ortsansässigen Munitionshersteller Sellier & Bellot unterhalten. Der Schlossturm dient als Aussichtsturm.

## Park
Ab 1775 legte Karl Josef von Auersperg, zusammen mit seiner Frau Maria Josefine von Trautson im nahen Tal des Flüsschens Blanice  an der Stelle eines ehemaligen Fasanengeheges und Schlossgartens im geometrischen Stil einen englischen Landschaftsgarten an, dem nach und nach verschiedene Staffagebauten hinzugefügt wurden. Einige der Bauten, z. B. ein Pavillon im chinesischen Stil, eine künstliche Ruine, eine Statue des Samson und drei neugotische Tore sind erhalten; nicht mehr vorhanden sind unter anderem eine Moschee, ein Obelisk, eine Grotte und ein Amortempel in einem kleinen See. Die 70 Hektar große Parkanlage, die zur damaligen Zeit als eine der schönsten in ganz Böhmen gerühmt wurde, ist dennoch eine der am besten erhaltenen Parkanlagen aus der romantischen Phase des Landschaftsgartens in Mitteleuropa. Die Parkbauten werden heute als Ausstellungsräume und Restaurant genutzt.
Der Park und das Schloss sind öffentlich zugänglich, Führungen durch den Park und einige seiner Bauten werden gegen Gebühr angeboten. Im Vlašim-Tor kann man eine Galerie, in der Alten Burg eine Sammlung von Gravuren, die den historischen Park zeigen, besuchen. Durch den Park führt ein 3 km langer Lehrpfad über die Sehenswürdigkeiten von Vlašim und Umgebung.